# Soumarská stezka

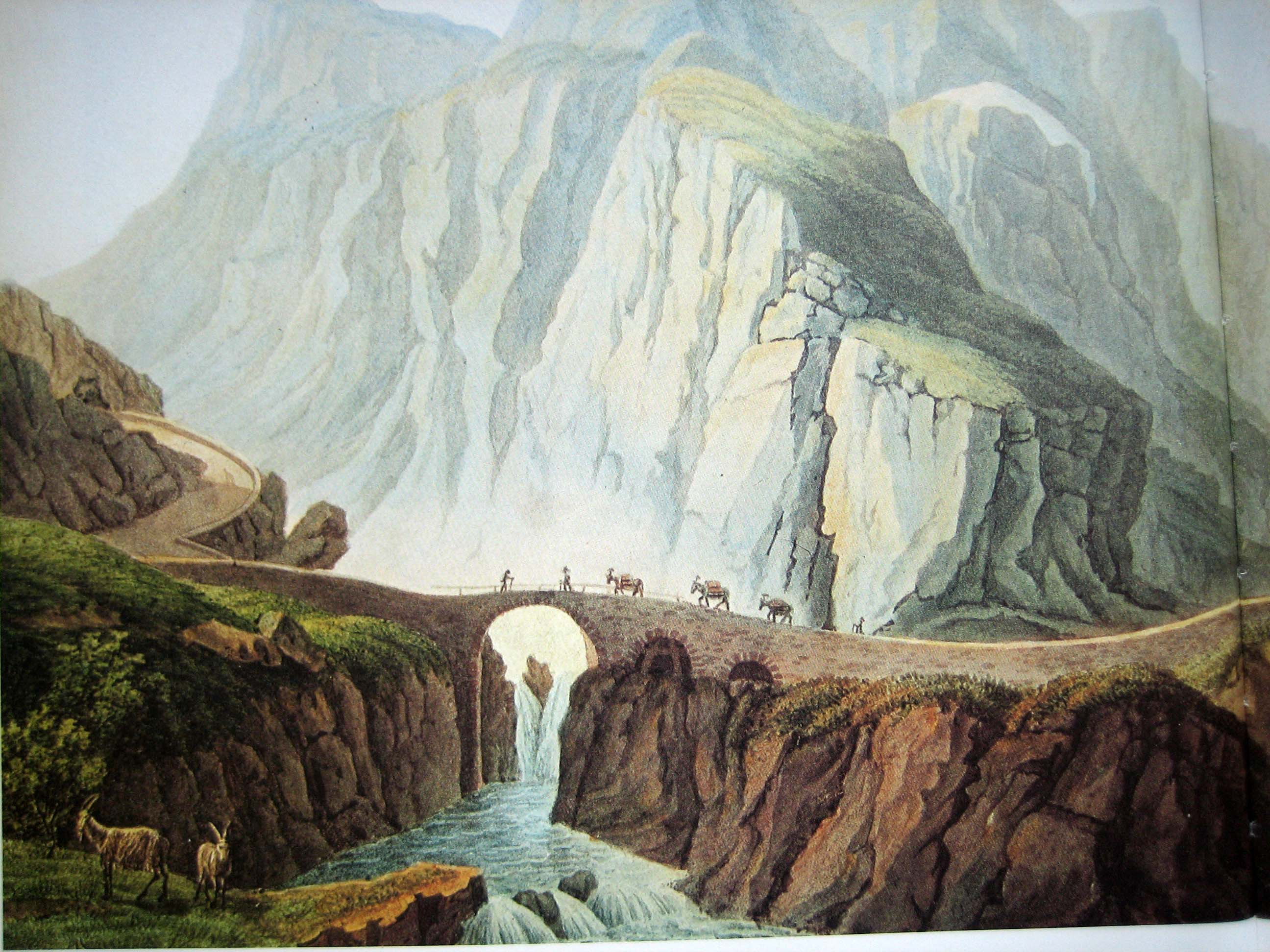
Kolona soumarů na Čertově mostě v soutěsce Schöllenen

Soumarská stezka nebo soumarská cesta je stará obchodní cesta, která je příliš strmá, příliš úzká nebo příliš nesjízdná pro vozy a po které se přepravovalo zboží pomocí soumarů. Stezky pro soumary se nacházejí zejména v horách.
Mnoho historických alpských přechodů bylo koncipováno jako stezky pro soumary a mělo síť stanic, kde se zboží překládalo na jiná zvířata. V Evropě se používali především osli, mezci a koně. Zboží, které se mělo přepravovat, se na zvířata připevňovalo pomocí sedel. Volná šířka cesty pro soumary byla obvykle nejméně 3 metry.

## Historie

### Rané doby a starověk

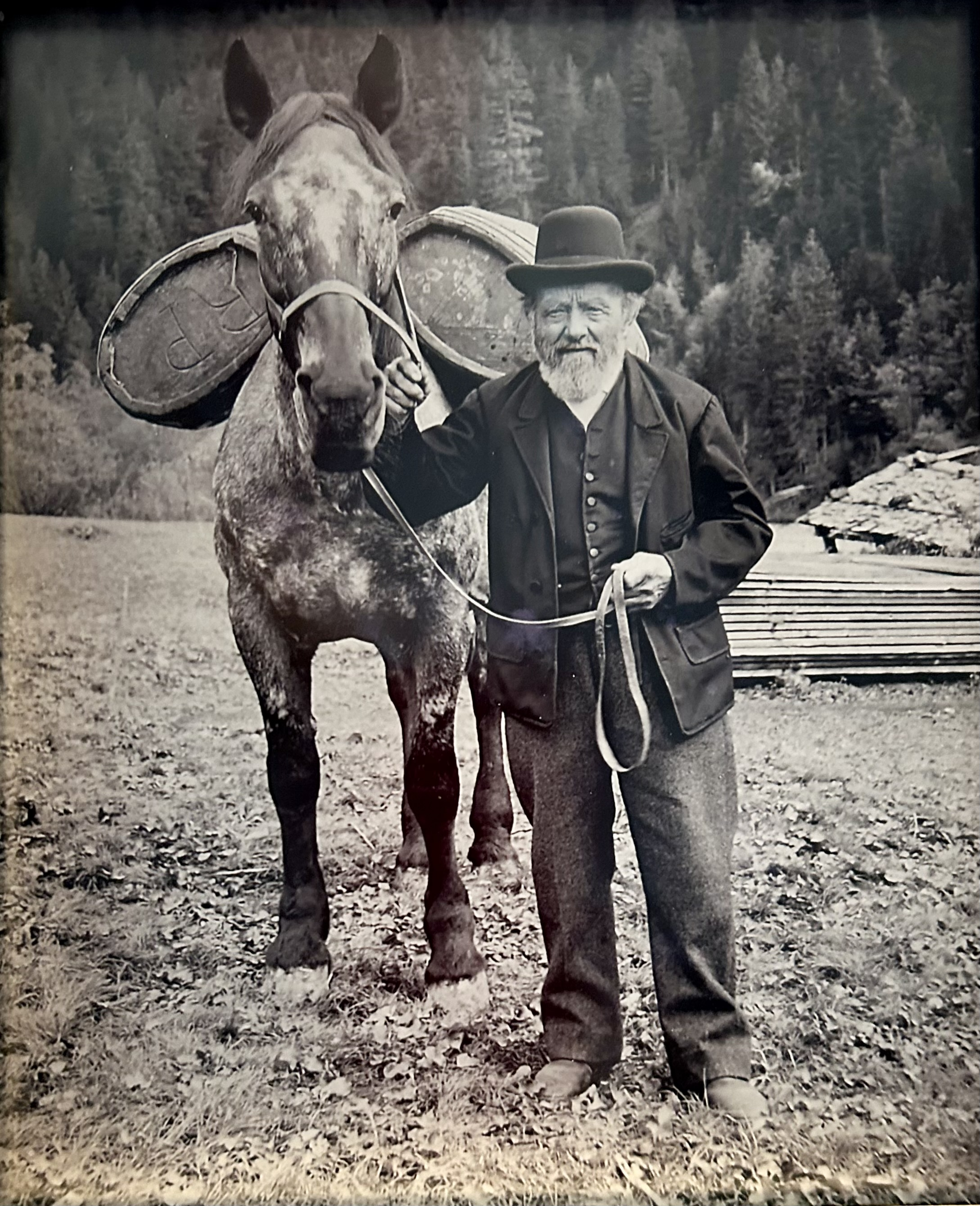
Josua Zinsli, poslední soumar přes Glaspass

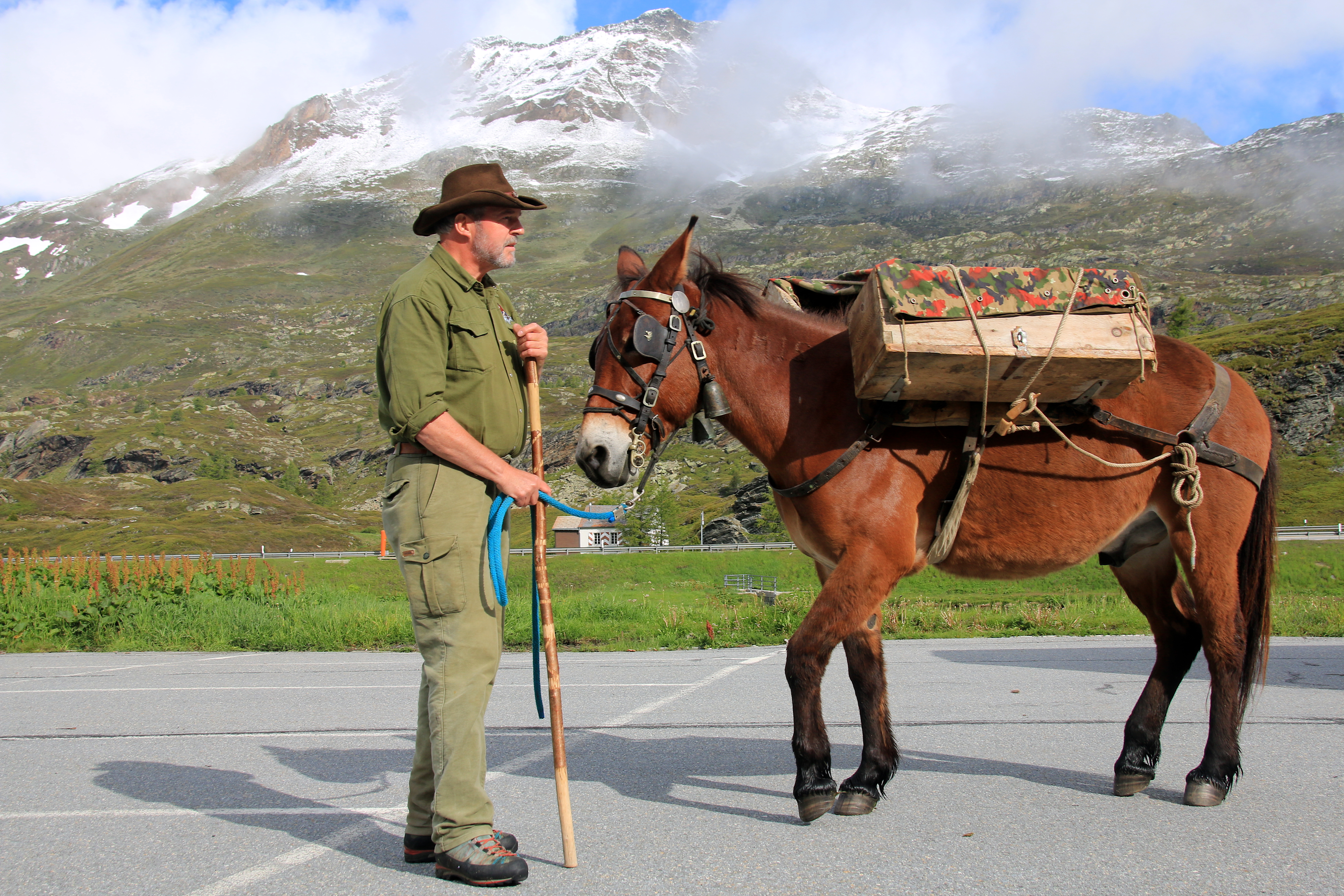
somaři na Simplonském průsmyku v roce 2020

Přeprava zboží pomocí tažných zvířat je doložena skalními kresbami v Carschenně nad městem Thusis na cestě do Splügenského průsmyku z doby okolo roku 1000 př. n. l. a v tomto období byla jediným způsobem přepravy zboží přes Alpy. Teprve v římských dobách byly přes Alpy vybudovány cesty vhodné pro vozy: Brennerpass, Reschenpass, Malojapass, Septimerpass a Julierpass.

### Středověk
Po úpadku obchodu v době stěhování národů se ve středověku prosadilo soumaření a objevovalo se stále více dokladů o soumarských řádech. Soumaři se sdružovali do družstev, tzv. Porten, která dostávala od panovníků doprovodnou ochranu: tzv. Fürleit. Soumaři si vytvořili vlastní právní systém; u soudu se odvolávali na soumařské zvyky. Přepravované zboží bylo dočasně uskladňováno a překládáno v sustech.
Zpočátku doprovázel majitel své zboží na koni, ale ke konci středověku se prosadil tzv. stracksäumer, který zboží doručoval přímo příjemci. Ke zboží byl vždy přiložen  průvodní list.

## Moderní doba
Rozkvět soumaření v 15. a 16. století skončil s příchodem poštovních služeb v 17. století a s výstavbou stále lépe rozvinutých silnic. V Alpách však soumaření ztratilo svůj hospodářský význam až s přeměnou mnoha průsmyků na silnice; na Simplonu v roce 1806, na Splügenu v roce 1822, na Gotthardu v roce 1830 a s výstavbou Gotthardské železnice v roce 1882 zcela zaniklo.
V ojedinělých případech se používá dodnes, například při stavbě a zásobování horských chat evropských alpských sdružení. V neposlední řadě díky státním dotacím na zásobování alpských pastvin a útulků v alpské oblasti vrtulníky se dnes soumaření v Evropě provozuje téměř jen jako koníček.

## Výběr soumarských stezek
Většina původních soumarských stezek je dnes buď zchátralá, nebo se z nich staly plnohodnotné silnice. 

### Itálie
- Kuntersweg podél Brenneru

### Rakousko
- ve Vysokých Taurech: Kalser Tauern, Hochtor, Felber Tauern, Krimmler Tauern
- Silvretta: Futschölpass, Fimberpass
- Ötztalské Alpy: Hochjoch
- Schladmingské Taury: Sölkpass

### Švýcarsko
- Splügenpass
- Grimselpass
- Griespass
- Euschelspass
- Via Sbrinz

### Německo a Čechy
- Zlatá stezka